# Afer afer
Afer afer is een slakkensoort uit de familie van de Buccinidae. De wetenschappelijke naam van de soort werd in 1791 voor het eerst geldig gepubliceerd door Johann Friedrich Gmelin.